# Moxon-Medaille

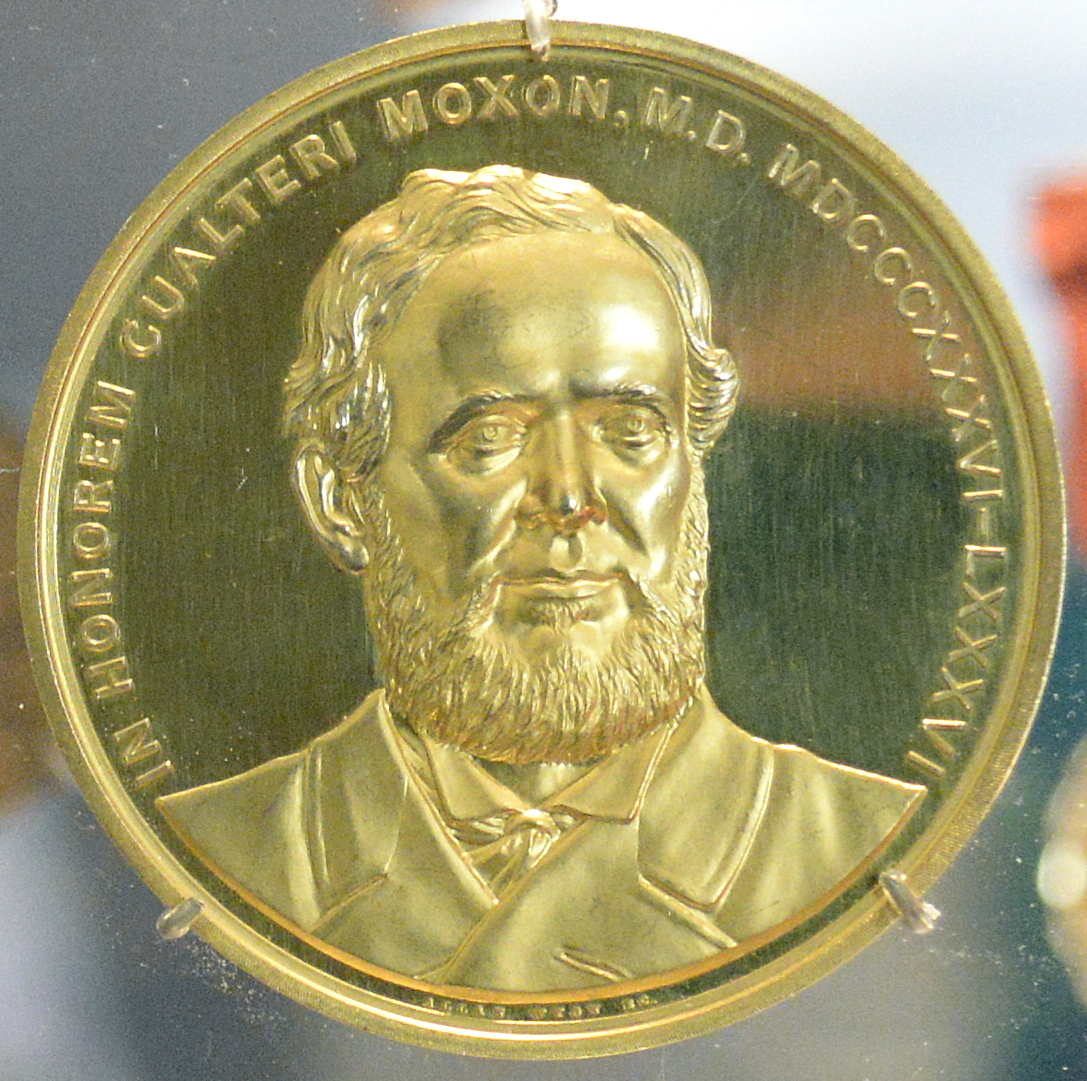
Moxon-Medaille 1945

Die Moxon-Medaille wurde im Jahr 1886 gestiftet. Es handelt sich um eine alle drei Jahre verliehene Auszeichnung des Royal College of Physicians, die für herausragende Forschung auf dem Gebiet der klinischen Medizin verliehen wird. Die Auszeichnung ist nicht auf britische Staatsbürger beschränkt.
Die Auszeichnung ist nach Walter Moxon FRCP (1836–86) benannt, einem herausragenden Arzt, der Medizin am Guy’s Hospital in London praktizierte, lehrte und forschte.

## Preisträger (Auswahl)
- 2022 Wei Shen Lim[2]
- 2015 Thomas Solomon[3]
- 1990 John Richard Anthony Mitchell[4]
- 1984 Arthur Norman Exton-Smith[5]
- 1978 Francis Avery Jones[6]
- 1972 Cuthbert Leslie Cope[7]
- 1970 John McMichael[8]
- 1966 John Maurice Hardman Campbell;[9] Joseph Harold Sheldon[10]
- 1957 John Parkinson[11]
- 1951 Arthur William Mickle Ellis[12]
- 1948 Neil Hamilton Fairley[13]
- 1945 Alexander Fleming[14]
- 1942 Leonard Parsons[15]
- 1939 Arthur Frederick Hurst[16]
- 1933 George Minot[17]
- 1930 Frederick Parkes Weber[18]
- 1927 Henry Head[19]
- 1924 Leonard Rogers[20]
- 1921 Clifford Allbutt[21]
- 1918 Frederick Walker Mott[22]
- 1912 David Ferrier[23]
- 1909 William Gowers[24]
- 1906 Jonathan Hutchinso[25]
- 1897 Samuel Wilks[26]
- 1891 Alfred Baring Garrod[27]